# 下秋間カントリークラブ
下秋間カントリークラブ（しもあきまカントリークラブ）は、群馬県安中市下秋間に広がるゴルフ場である。

## 概要
下秋間カントリークラブは、新たなゴルフ場建設に向け、「下秋間カントリークラブ株式会社」がゴルフ場経営に乗り出したことに始まる。コース設計はビリー・キャスパー（後に改造監修を石井朝夫が行った）が行い、1977年（昭和52年）11月20日、18ホール規模のゴルフ場が開場された。ゴルフ場の設計のコンセプトが、プロには難しくアマニは優しいコース、地形的には山岳だが各ホールはフラットで2打目はグリーンが望める丘陵コースである。また、日本のプロゴルフメジャー大会の1つ、日本プロゴルフ協会主催競技でもあり、日本選手権大会に相当する、日本プロゴルフ選手権大会などの大会開催の実績がある。

## 所在地
〒379-0104 群馬県安中市下秋間4385番地

## コース情報
- 開場日 - 1977年11月20日
- 設計者 - ビリー・キャスパー、改造監修 石井 朝夫
- 面積 - 1,370,000m2（約41.4万坪）
- コースタイプ - 丘陵コース
- コース - 18ホールズ、パー72、7,403ヤード、コースレート75.4
- グリーン - 1グリーン、ベント（ペンクロス）
- フェアウエイ - ベント
- ラフ - コーライ
- ハザード - バンカー108、池が絡むホール5
- プレースタイル - 乗用カート(5人乗り)リモコン式、キャディ・セルフ選択可
- 練習場 - 10打席 300ヤード
- 休場日 - 12月31日、1月1日[3][4]

## ギャラリー
- コース - 「下秋間カントリークラブ」、コースレイアウト
- ハウス - 「下秋間カントリークラブ」、施設案内

## 交通アクセス
鉄道（JR東日本）
- 上越新幹線・高崎線・上越線 - 高崎駅よりタクシー利用
- 信越本線 - 安中駅よりタクシー利用
- 北陸新幹線 - 安中榛名駅よりタクシー利用 6km 約10分

道路
- 関越自動車道 - 前橋ICより 17km 約25分[5]

## 競技開催実績
- 1992年（平成4年） - 第60回 日本プロゴルフ選手権大会開催[6]

## 関連文献
- 『ゴルフ場ガイド 東版』2006-2007、「下秋間カントリークラブ（群馬県）」、東京 ゴルフダイジェスト社、2006年5月、2020年10月5日閲覧
- 『新建築』、「下秋間カントリークラブ 杉建築設計事務所 杉重彦・杉重彦」、東京 新建築社、1989年7月、2020年10月5日閲覧